# Xavier de Montépin
Xavier Henri Aymon Perrin, conte di Montépin (Apremont, 18 marzo 1823 – Parigi, 30 aprile 1902), è stato uno scrittore francese.

## Biografia
Noto nell'Italia ottocentesca come Saverio di Montépin, fu autore di drammi popolari in cui coltivò la vena patetica del romanzo d'appendice. Con Les Chevaliers du lansquenet (I cavalieri del lanzichenecco) del 1847 ebbe inizio la sua lunga carriera di autore popolare (circa 100 romanzi e 100 drammi).
Nel 1855 il romanzo Les Filles de plâtre, costò a Montépin una condanna a tre mesi di carcere e 500 franchi d'ammenda,  per "oscenità".
Le Médecin des pauvres (Il medico dei poveri), apparso a puntate, da gennaio a maggio del 1861, nel giornale illustrato Les Veillées parisiennes, fu un plagio di due romanzi storici di Louis Jousserandot, un avvocato repubblicano dell'epoca. Xavier de Montépin si era liberamente ispirato alle vicende storiche del capitano Jean-Claude Prost (vissuto nel XVII secolo e soprannominato Lacuzon) per scrivere un romanzo popolare molto lontano dalla verità dei fatti, attingendo però a piene mani da Le Diamant de la Vouivre (1843) e Le capitaine Lacuzon (1844), entrambi scritti proprio da Louis Jousserandot, allora in esilio politico a Évian.

Jousserandot citò in giudizio Montépin per plagio e questi, querelò l'avvocato per diffamazione. Il processo ebbe luogo a partire dal 17 gennaio del 1863, davanti alla 7e chambre correctionnelle de la Seine e terminò con un nulla di fatto. Entrambi i querelanti furono comunque condannati a pagare le spese processuali (tuttavia, lo smacco più rilevante lo patì Jousserandot, il quale, sin dall'inizio, non aveva mai avuto reali possibilità di spuntarla contro il ricco e celebre Xavier de Montépin, adorato dai lettori e, più di tutto, politicamente vicino al potere imperiale).
Tra i libri più fortunati è possibile segnalare Le fiacre n. 13 (Il fiacre n. 13) del 1881 (che in Italia, oltre a svariate traduzioni, ebbe anche due trasposizioni cinematografiche: un film muto nel 1917 e il suo remake nel 1948). Xavier de Montépin è inoltre considerato l'autore di uno dei più grandi successi commerciali del XIX secolo, La porteuse de pain (La portatrice di pane), uscito dal 1884 al 1889, il quale è stato, nel corso del tempo, adattato per il teatro (la prima riduzione scenica risale al 1889), il cinema e la televisione.
Per le proprie opere, Xavier de Montépin era solito servirsi di uno o due ghost writer, autori che scrivevano per suo conto senza essere citati (una pratica questa, in uso all'epoca tra le firme di successo di feuilleton); è noto come uno di tali scrittori fosse Maurice Jogand.

## Opere
(Elenco parziale):
- Les Chevaliers du lansquenet, 1847 (trad. it.: I cavalieri del lanzichenecco, Milano, Simonetti, 1883)
- Les Amours d'un fou, 1849
- Les Confessions d'un bohême, 1849
- Les Filles du saltimbanque, 1849
- Le brelan de dames, 1850 (La bisca per signore)
- La Baladine (1851)
- Le Loup noir (1851)
- Geneviève Galliot (1852)
- Les Viveurs de Paris (1852)
- L'Épée du commandeur (1852)
- L'Auberge du Soleil d'or (1853)
- Un gentilhomme de grand chemin (1853)
- Les Valets de cœur (1853)
- Mademoiselle Lucifer (1853)
- Les Filles de plâtre (1855)
- La Perle du Palais-Royal (1855)
- Le Château des fantômes (1855)
- Les Filles de plâtre. Les trois débuts (1856)
- Les Deux Bretons (1857)
- Le Masque rouge (1858)
- L'Officier de fortune (1858)
- Les Pécheresses. Pivoine et Mignonne (1858)
- Les Viveurs de province (1859)
- La Comtesse Marie (1859)
- Le Château de Piriac (1859)
- La Maison rose (1859)
- Les Chevaliers du poignard (1860)
- La Fille du maître d'école (1860)
- Les Marionnettes du diable (1860)
- Un mystère de famille (1860)
- Le Compère Leroux (1860)
- Une fleur aux enchères (1860)
- Le Médecin des pauvres (Il medico dei poveri) (1861)
- Le Parc aux biches (1862)
- Les Compagnons de la torche (1862)
- Les Métamorphoses du crime (1863)
- L'Amour d'une pécheresse (1864)
- L'Héritage d'un millionnaire (1864)
- Le Drame de Maisons-Lafitte (1864)
- Les Pirates de la Seine (1864)
- Les Amours de Vénus (1864)
- Bob le pendu (1864)
- Les Mystères du Palais-royal (1865)
- La Fille du meurtrier (1866)
- Le Moulin rouge (1866)
- La Sirène (La sirena degli assassinati) (1866)

- La Maison maudite (1867)
- Les drames de l'adultère (1873)
- La Femme de Paillasse. La voyante (1873)
- L'Amant d'Alice (1873)
- La Comtesse de Nancey (1873)
- Le Mari de Marguerite (1873)
- Les Confessions de Tullia (1873)
- La Voyante (1873)
- Le Bigame (1874)
- Le Pendu (L'impiccato) (1874)
- Les Enfers de Paris (L'inferno di Parigi) (1874)
- La Maîtresse du mari (1876)
- Les Tragédies de Paris (1876)
- La Sorcière rouge (1876)
- L'Agent de police (1877)
- La Traite des blanches (1877)
- La Bâtarde (1877)
- Deux Amies de Saint-Denis (1878)
- La Femme de Paillasse (La moglie di Pagliaccio) (1878)
- Le Médecin des folles (Il medico delle pazze) (1879)
- La Dame de pique (La dama di picche) (1879)
- Les Filles de bronze (Le ragazze di bronzo) (1880)
- Le Dernier des Courtenay (1880)
- Le Fiacre n. 13 (Il fiacre n. 13) (1881)
- La Fille de Marguerite (La figlia di Margherita) (1881)
- Son Altesse l'Amour (Sua Altezza l'Amore) (1881)
- Mam'zelle Mélie (1881)
- Madame de Trèves (La signora di Treves) (1882)
- Les Pantins de madame le Diable (1882)
- Le Dernier Duc d'Hallali (1883)
- La Porteuse de pain (La portatrice di pane) (1884)
- Deux Amours: Hermine (1885)
- Deux Amours: Odille (1885)
- Le Testament rouge (1888)
- Le Marchand de diamants (1889)
- Marâtre: la fille du fou (1889)
- Le Mariage de Lascars (1889)
- Les Tragédies de l'épée (1890)
- La policière (La poliziotta) (1890)
- La Dame aux émeraudes (1891)
- Les Conquêtes de Narcisse Mistral (1894)
- La voleuse d'amour (La ladra d'amore) (1894)
- La mendiante de Saint-Sulpice (La mendicante di Saint-Sulpice) (1895)
- La Demoiselle de compagnie (1900)
- Chanteuse des rues (1900)
- La marchande de fleurs (La fioraia) (1901)

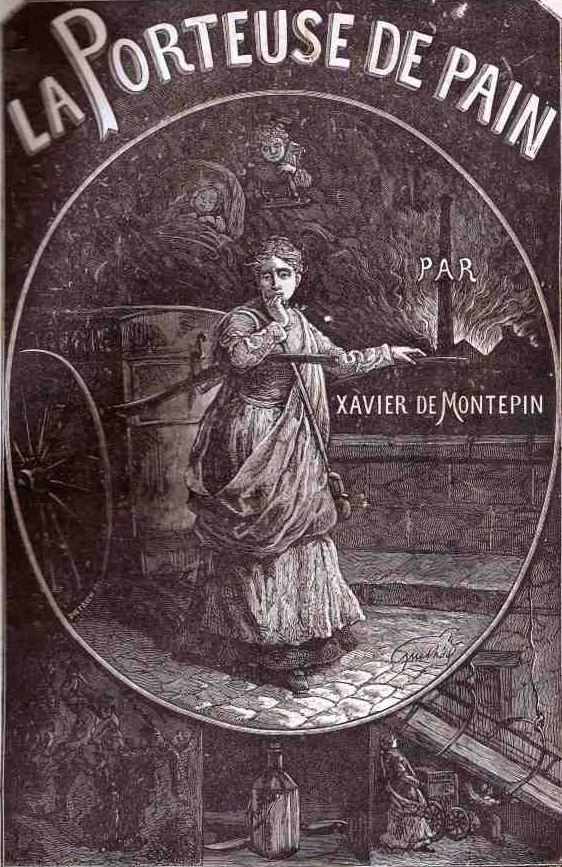
La portartice di pane
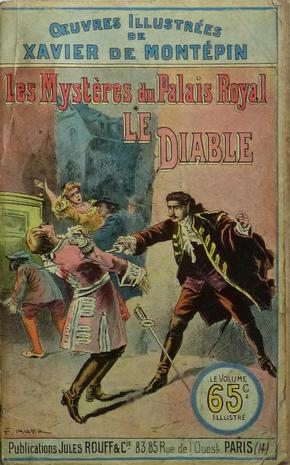
Les Mystères du Palais-royal
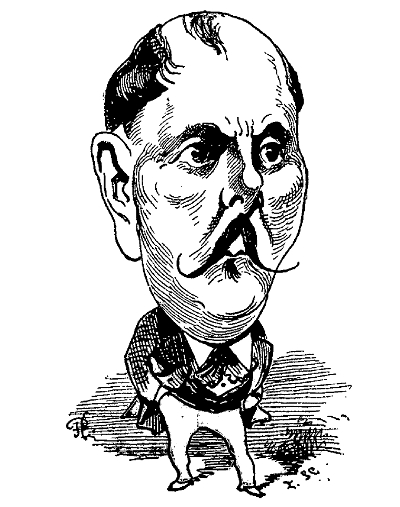
Caricatura di Xavier de Montépin apparsa il 1875 ne Le Trombinoscope di Touchatout